# بول وينتر
بول وينتر (بالإنجليزية: Paul Winter)‏ هو عازف جاز وملحن أمريكي، ولد في 31 أغسطس 1939 في ألتونا في الولايات المتحدة.

## وصلات خارجية
- الموقع الرسمي
- بول وينتر على موقع ميوزك برينز (الإنجليزية)
- بول وينتر على موقع أول ميوزيك (الإنجليزية)
- بول وينتر على موقع ديسكوغز (الإنجليزية)